# 奧穆廖夫卡河
奧穆廖夫卡河是俄羅斯的河流，位於馬加丹州和薩哈共和國，屬於亞薩奇納亞河的左支流，河道全長410公里，流域面積約135,500平方公里，發源自切爾斯基山脈，河水主要來自融雪和雨水。